# 斯邁利·考夫曼
斯邁利·考夫曼（英語：Smylie Kaufman；1991年11月30日—）是一位美國高爾夫球運動員。他出生在阿拉巴馬州伯明翰，曾就讀於路易斯安那州立大學。他現在主要參加PGA巡迴賽的賽事。